# NGC 3234
NGC 3234 (ook: NGC 3235) is een elliptisch sterrenstelsel in het sterrenbeeld Kleine Leeuw. Het hemelobject werd op 24 december 1827 ontdekt door de Engelse astronoom John Herschel.

## Synoniemen
- NGC 3235
- UGC 5635
- MCG 5-25-7
- ZWG 154,10
- PGC 30553